# Dawidowicze (obwód brzeski)
Dawidowicze (biał. Давыдавічы; ros. Давыдовичи) – wieś na Białorusi, w obwodzie brzeskim, w rejonie bereskim, w sielsowiecie Malecz.
Dawniej wieś i chutor. W dwudziestoleciu międzywojennym leżały w Polsce, w województwie poleskim, w powiecie prużańskim.